# Balthasar van der Ast

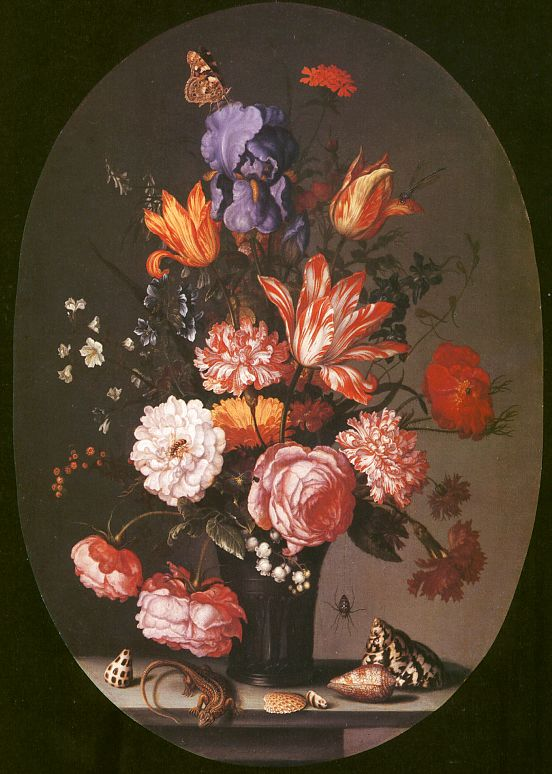
Virágok üvegvázában

Balthasar van der Ast (Middelburg, 1593/1594 — Delft, 1657. március 7.) holland csendéletfestő a holland aranykorban.

## Életútja
Apja halála után 1609-ben Balthasar van der Ast a nővéréhez költözött, nővérének férje a virágfestő Ambrosius Bosschaert (1573-1621) volt, így a sógora lett az ő mestere, korai műveire az ő stílusa hatott. 1619-től Utrechtben élt, itt tanítványa lett Jan Davidsz de Heem (1606-1683/1684). 1632-ben Delftben telepedett le, itt élt és alkotott haláláig. Megházasodott, házasságából két leánygyermek született. Az úgynevezett régi templomnál helyezték örök nyugalomra.

## Munkássága

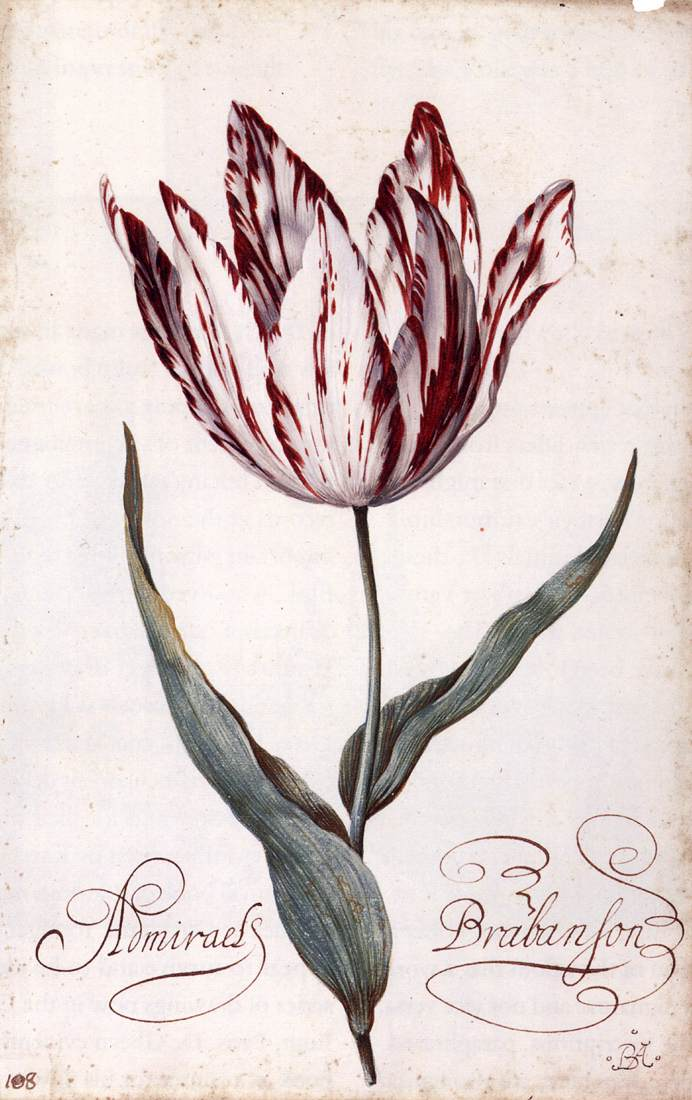
Tulipán

Balthasar van der Ast többnyire kis formátumú képein virágok, gyümölcsök, csigák, kagylók ábrázolására szakosodott, festett még képeire rovarokat és gyíkokat is. Népszerű kínai ételeket is megjelenített nagy gonddal és odafigyeléssel, hiszen ezek az újdonság varázsával hatottak az éppen élénk Kelet-Ázsiával való kereskedelmi kapcsolatok révén.
A bogarak, a legyek és a különböző rovarok olykor szimbolikus jelentést hordoztak egyes képein. A virágok, a pillangók a mulandóságot, a gyümölcsöket pusztító rovarok a romlandóságot jelképezik. Virágcsendéletei nem mindig az évszakok szerint jellemző virágokból tevődnek össze, gyakran nem egyszerre virágzó növényeket is egy csokorba foglalt. A műkereskedelem igényei teremtették meg/ ill. követelték a specializálódást, jobb lett a festő megélhetése, ha valamelyik területre szakosodott (tájképek, életképek, csendéletek, egyházi képek, mitológiai képek, arcképek, stb.), de ez egyben a tehetséges festők speciális tudásának a magas szintjét is jelenthette a több műfajban munkálkodókkal szemben.

## Galéria (válogatás)

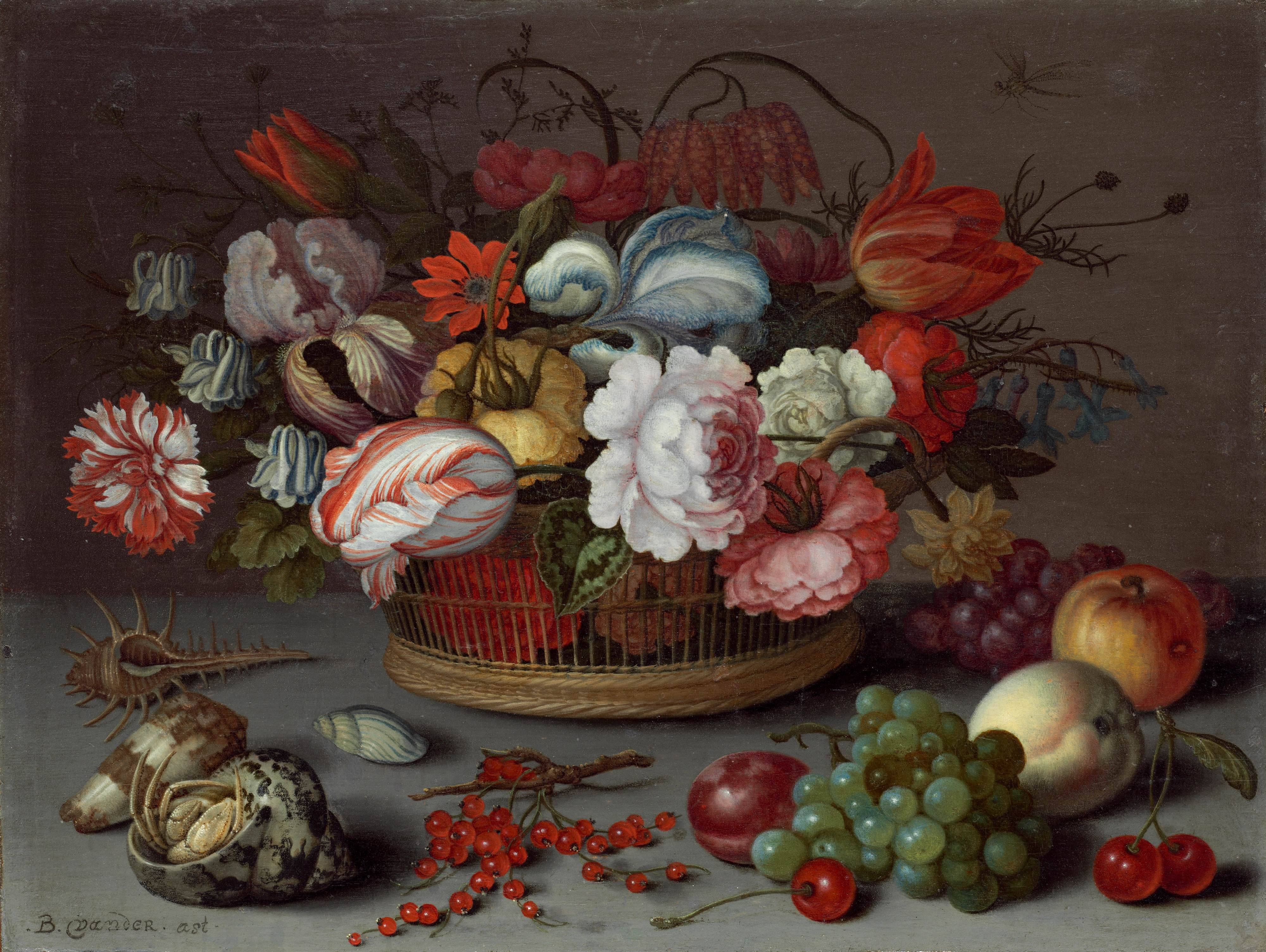
Virágkosár gyümölcsökkel (1622; National Gallery of Art; Washington D.C.)
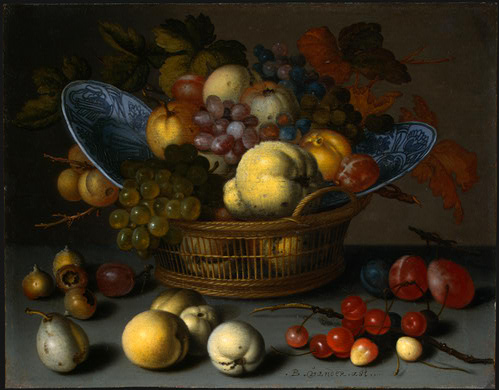
Gyümölcskosár (1622; olaj táblán, National Gallery of Art, Washington D.C.
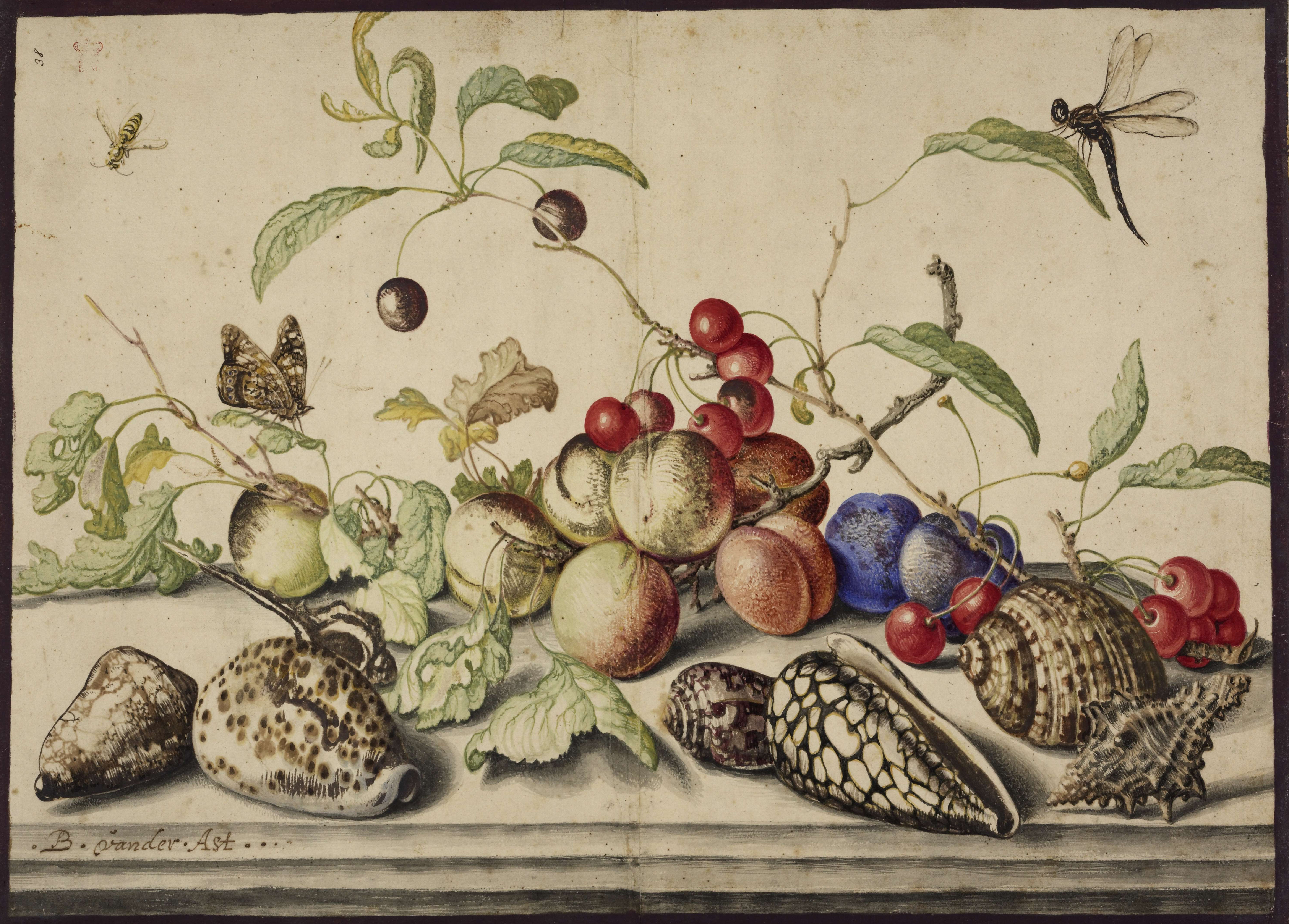
Csendélet (1628; tollrajz és akvarell; British Museum; London)
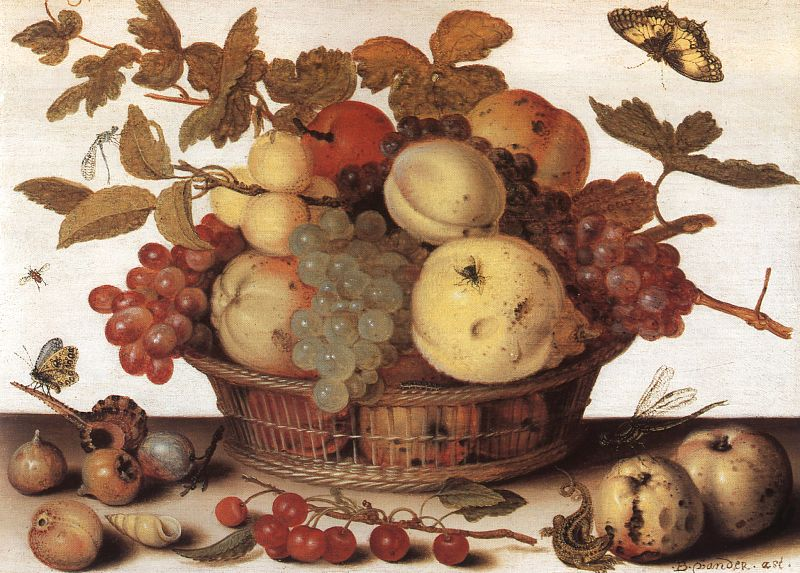
Gyümölcskosár pillangókkal, rovarokkal (1625; olaj táblán; Gemäldegalerie (Berlin))
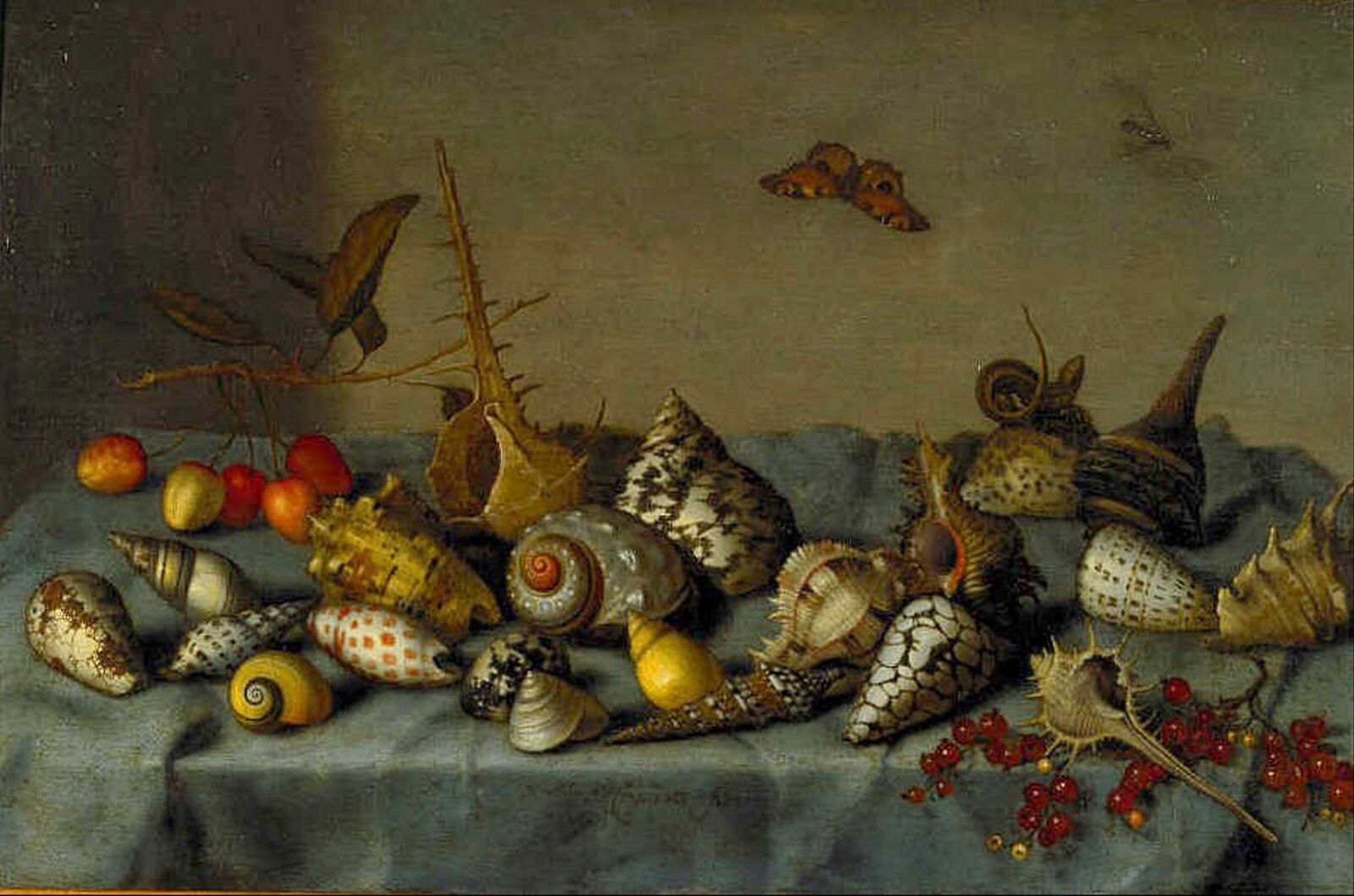
Csendélet kagylókkal (1640 körül; olaj táblán; Museum Boijmans Van Beuningen, Rotterdam)

## Fordítás
- Ez a szócikk részben vagy egészben a Balthasar van der Ast című német Wikipédia-szócikk ezen változatának fordításán alapul.  Az eredeti cikk szerkesztőit annak laptörténete sorolja fel. Ez a jelzés csupán a megfogalmazás eredetét és a szerzői jogokat jelzi, nem szolgál a cikkben szereplő információk forrásmegjelöléseként.